# Reithrodontomys creper
Reithrodontomys creper és una espècie de mamífer rosegador de la família dels cricètids. Viu a altituds d'entre 1.300 i 3.350 msnm a Costa Rica i Panamà. Els seus hàbitats naturals són els boscos montans i d'altiplà, les vores dels boscos i les clarianes. És una espècie en risc mínim, és a dir, no sembla que hi hagi cap amenaça significativa per a la seva supervivència. El seu nom específic, creper, significa ‘fosc’ en llatí.